# Villa Thoréton
La villa Thoréton est une voie du 15e arrondissement de Paris.

## Situation et accès
La voie est située à proximité du cimetière de Vaugirard et de la rue Lecourbe.

## Origine du nom
Le nom provient de M. Thoréton, le propriétaire du terrain lorsque la voie fut créée.

## Historique
La voie est ouverte en 1904 sous le nom d’« impasse Thoréton » et prend sa dénomination actuelle le 8 mars 1971.

## Bâtiments remarquables et lieux de mémoire
- L'Inspection générale des services judiciaires a son siège au no 2 de la voie.